# HD 217236
HD 217236，又名CD-3019383，SAO 191550、HR 8740，是一颗恒星，视星等为5.51，位于銀經20.89，銀緯-65.33，其B1900.0坐标为赤經22h 54m 7.6s，赤緯-29° -65.33′ 54″。